# Leonard Fenton
Pour les articles homonymes, voir Fenton.
Leonard Fenton (Leonard Feinstein), né le 29 avril 1926 à Londres et mort le 29 janvier 2022,,, est un acteur britannique.